# Houston Open 1978
Lo Houston Open 1978 è stato un torneo di tennis giocato su terra verde. È stata l'8ª edizione dello Houston Open, che fa parte del Colgate-Palmolive Grand Prix 1978. Il torneo si è giocato a Houston negli Stati Uniti, dal 17 al 25 aprile 1978.

## Campioni

### Singolare maschile
Brian Gottfried ha battuto in finale  Ilie Năstase con il punteggio di 3–6 6–2 6–1

### Doppio maschile
Wojciech Fibak /  Tom Okker hanno battuto in finale  Tom Leonard /  Mike Machette con il punteggio di 7–5, 7–5